# Om Puri

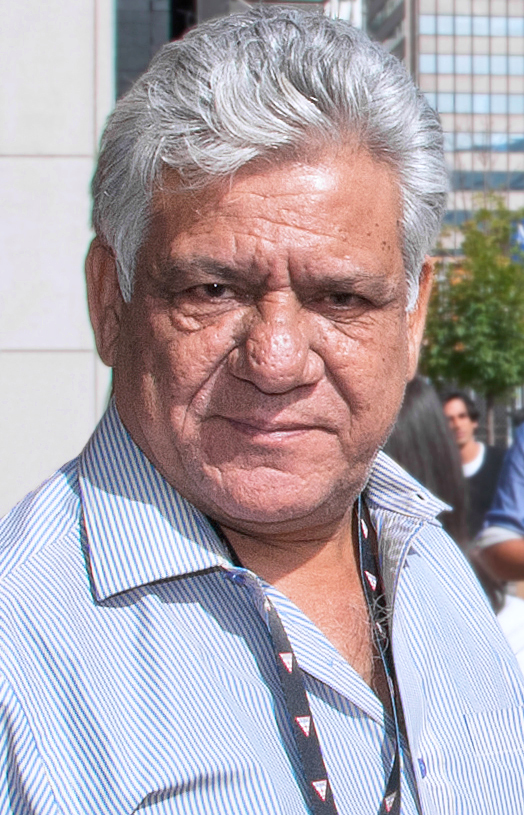
Om Puri (2010)

Om Puri (Hindi ओम पुरी IAST Om Purī; * 18. Oktober 1950 in Ambala, Haryana; † 6. Januar 2017 in Andheri, Mumbai) war ein indischer Filmschauspieler, der sowohl in indischen als auch in britischen und amerikanischen Filmproduktionen mitwirkte.

## Leben
Om Puri erwarb seinen Abschluss am Film and Television Institute of India, der staatlichen Schauspielschule in Pune. Außerdem war er mit Naseeruddin Shah im Abschlussjahrgang 1973 der renommierten National School of Drama. Er zählt neben Shah, Shabana Azmi, Kulbhushan Kharbanda und Smita Patil zur Gruppe der Schauspieler des New Indian Cinema der 1970er und 1980er Jahre, die sich als Schauspieler und weniger als Filmstars verstanden und sich eher in künstlerisch ambitionierten Filmprojekten engagierten. Om Puri starb am 6. Januar 2017 im Alter von 66 Jahren an einem Herzinfarkt.
Auf Deutsch wurde er bis auf wenige Ausnahmen von Uli Krohm gesprochen.

## Filmografie (Auswahl)
- 1980: Aakrosh – Schrei der Pein (Aakrosh)
- 1980: Bhavni Bhai
- 1980: Kalyug
- 1980: Die Wut des Albert Pinto (Albert Pinto Ko Gussa Kyon Ata Hai)
- 1981: Sadgati
- 1982: Arohan
- 1982: Gandhi (Gandhi)
- 1983: Mandi
- 1983: Ardh Satya
- 1983: Disco Dancer
- 1983: Jaane Bhi Do Yaaro
- 1984: Party
- 1985: Das Gewürz (Mirch Masala)
- 1985: Aghaat
- 1986: Genesis
- 1988: Bharat Ek Khoj/The Discovery of India (Fernsehserie)
- 1991: Dharavi
- 1992: Angaar
- 1992: Raat
- 1992: City of Joy
- 1993: In Custody
- 1994: Wolf – Das Tier im Manne (Wolf)
- 1994: Triyacharitra?
- 1996: Der Geist und die Dunkelheit (The Ghost and the Darkness)
- 1997: Aastha
- 1997: My Son the Fanatic
- 1997: Gupt: The Hidden Truth
- 1998: Pyaar To Hona Hi Tha
- 1999: East is East (East Is East)
- 2000: Dulhan Hum Le Jayenge
- 2001: Das B-Team: Beschränkt und auf Bewährung (The Parole Officer)
- 2001: Hand in Hand mit dem Tod (Happy Now)
- 2003: Maqbool – Der Pate von Mumbai (Maqbool)
- 2004: Yuva
- 2004: Und unsere Träume werden wahr (Kyun! Ho Gaya Na…)
- 2005: Kisna – Im Feuer der Liebe (Kisna: The Warrior Poet)
- 2005: Kyon Ki
- 2005: Deewane Huye Paagal
- 2006: Chup Chup Ke
- 2006: Baabul
- 2007: Der Krieg des Charlie Wilson (Charlie Wilson’s War)
- 2008: Kismat Konnection
- 2009: Delhi-6
- 2009: Billu Barber (Billu)
- 2010: West is West
- 2010: Dabangg
- 2012: Agneepath
- 2012: The Reluctant Fundamentalist
- 2012: Don – The King is back (Don 2 – The King is back)
- 2014: Madame Mallory und der Duft von Curry (The Hundred-Foot Journey)
- 2015: Trafficker
- 2015: Leather Life
- 2015: Jai Ho! Democracy
- 2016: A Million Rivers
- 2016: Aadupuliyattam
- 2016: Project Marathwada
- 2016: Warrior Savitri
- 2016: Gandhigiri
- 2017: Der Stern von Indien (Viceroy’s House)
- 2017: Tubelight

## Auszeichnungen
Om Puri wurde 1982 und 1984 jeweils mit einem National Film Award als Bester Hauptdarsteller ausgezeichnet und erhielt 1980 einen Filmfare Award als Bester Nebendarsteller. Im Juli 2004 wurde ihm für sein Wirken in englischsprachigen Filmen der Order of the British Empire OBE verliehen.